# Aimé Van Belleghem

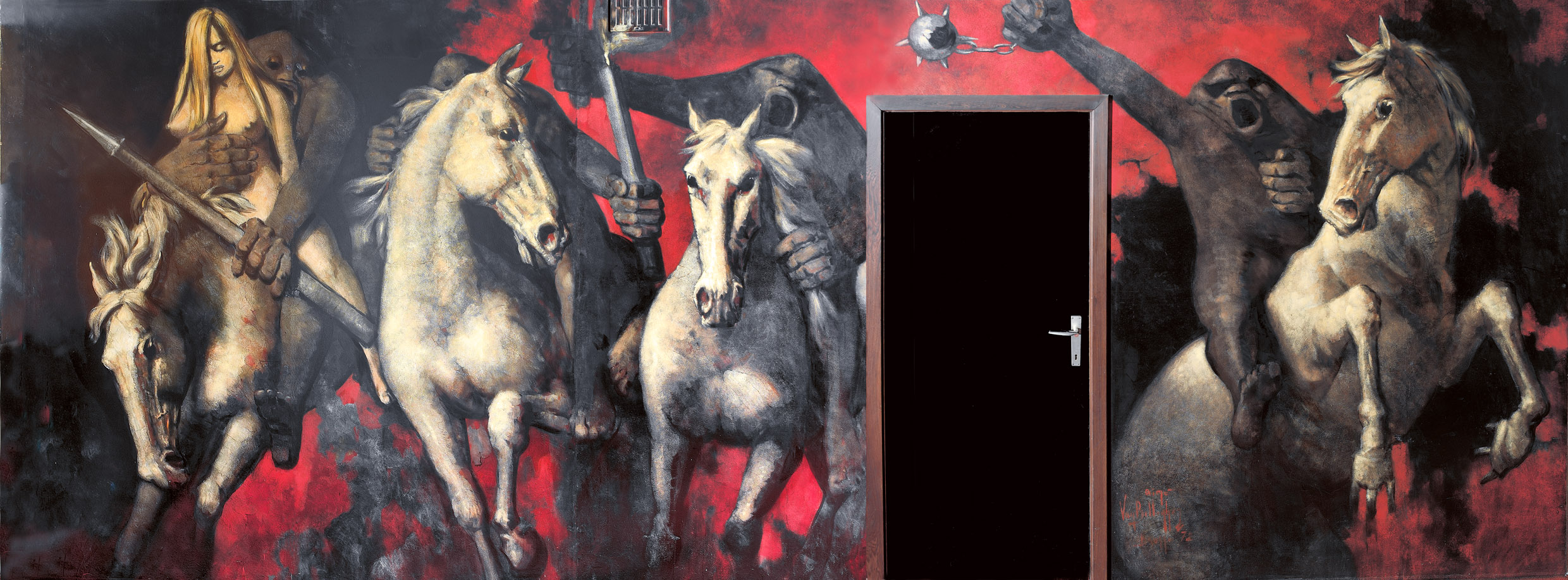

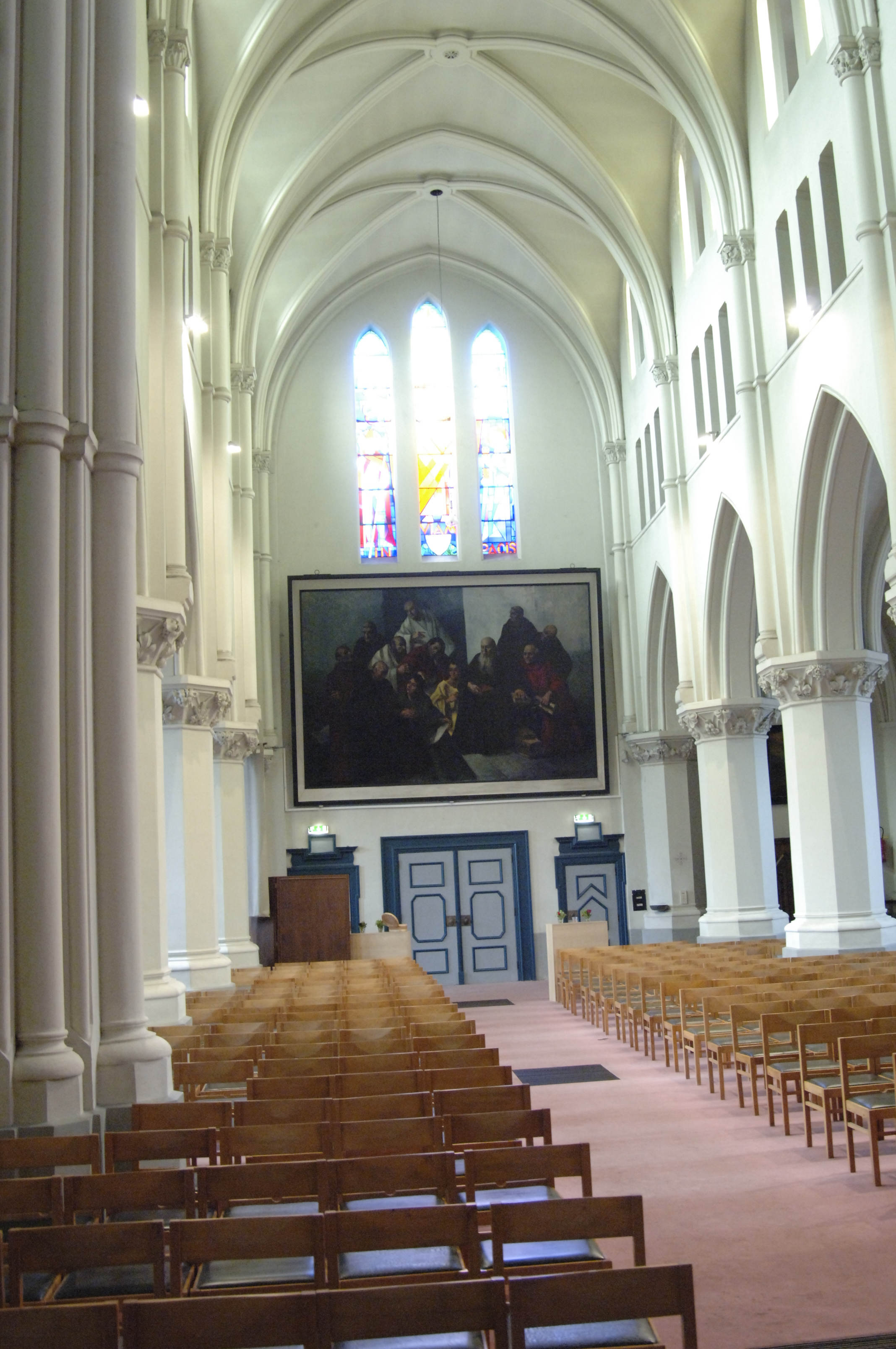

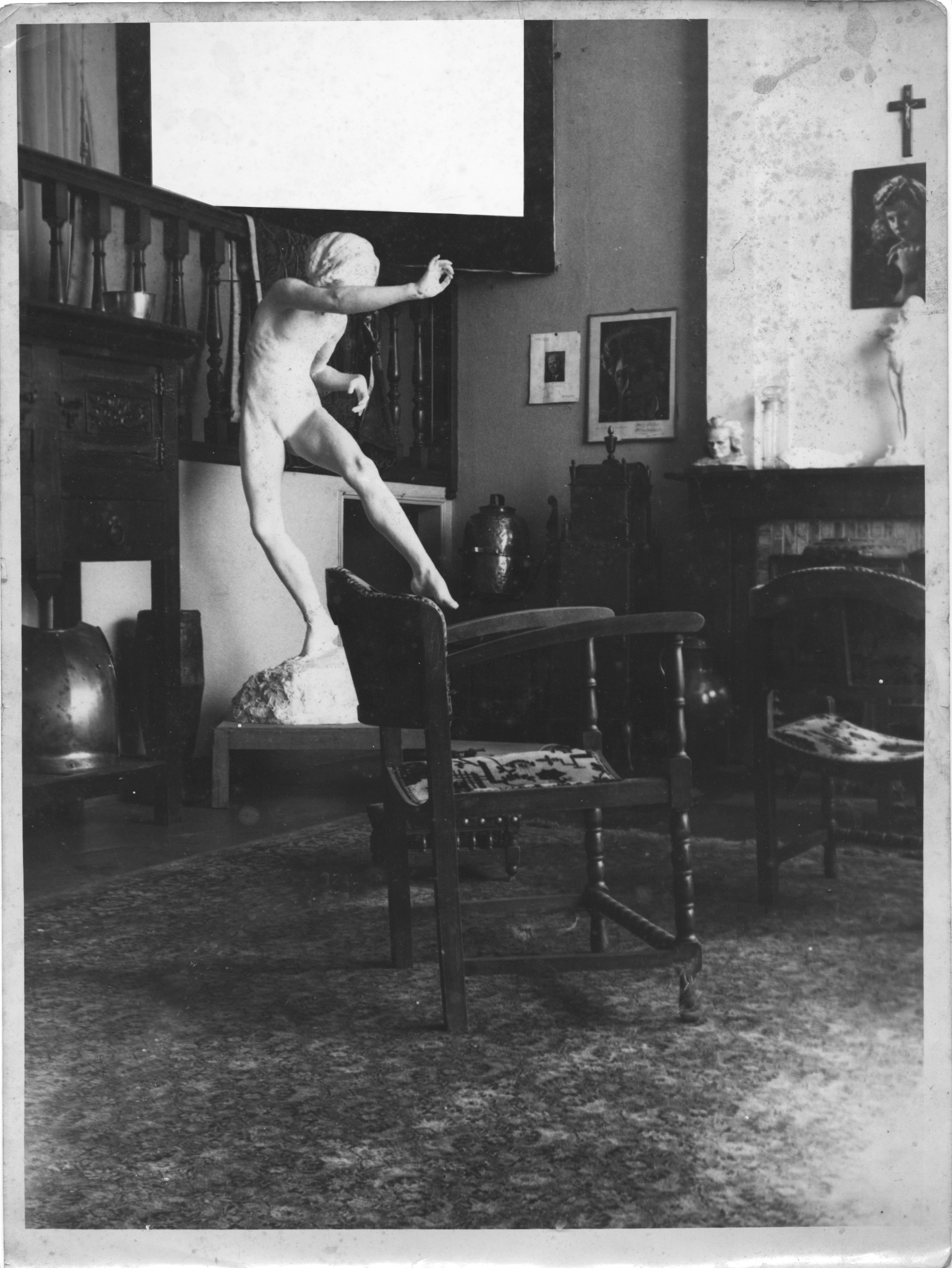

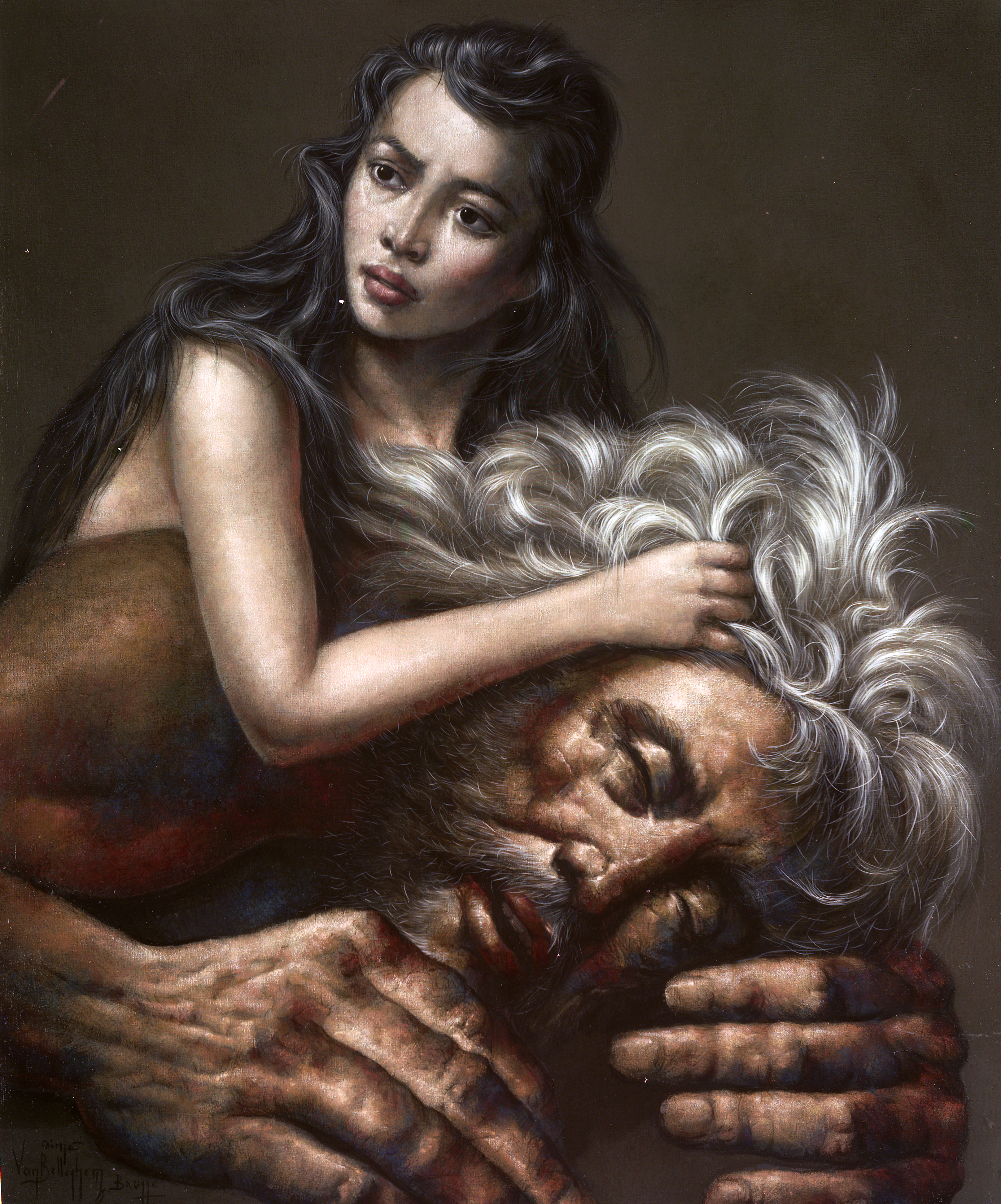
Foto Guy Van Belleghem

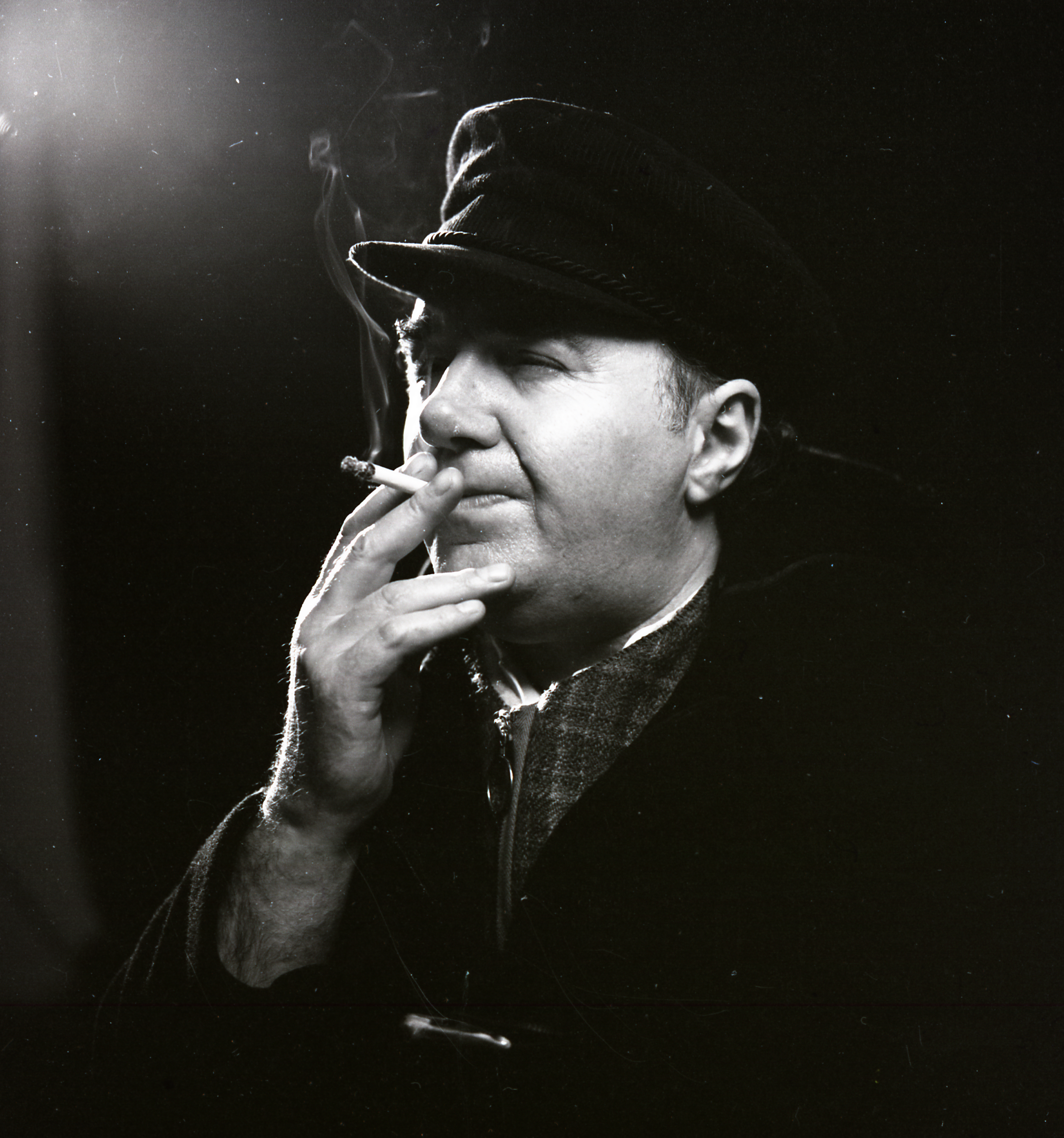
Fotostudio Guy Van Belleghem Oostende

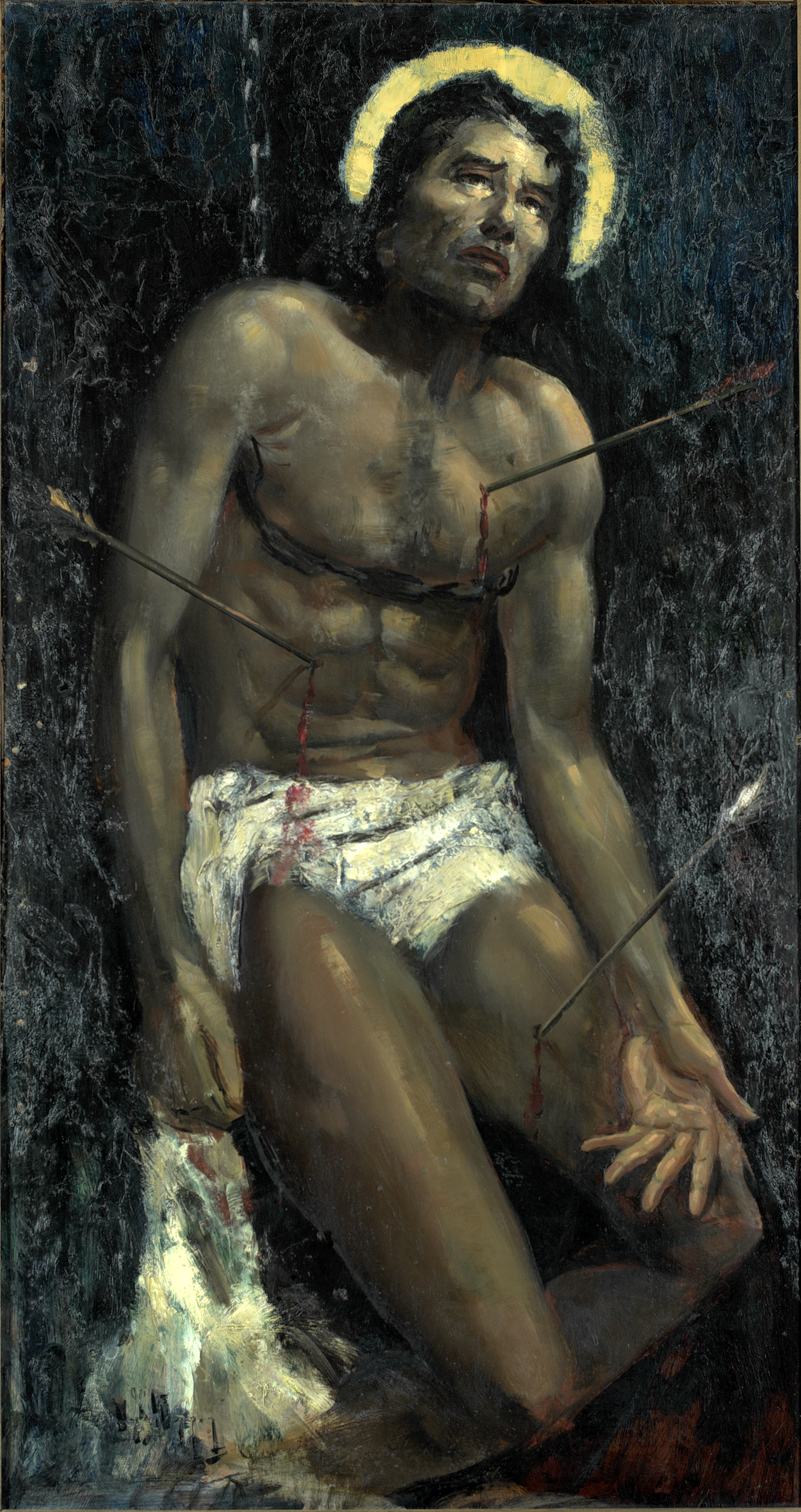
Foto Guy Van Belleghem

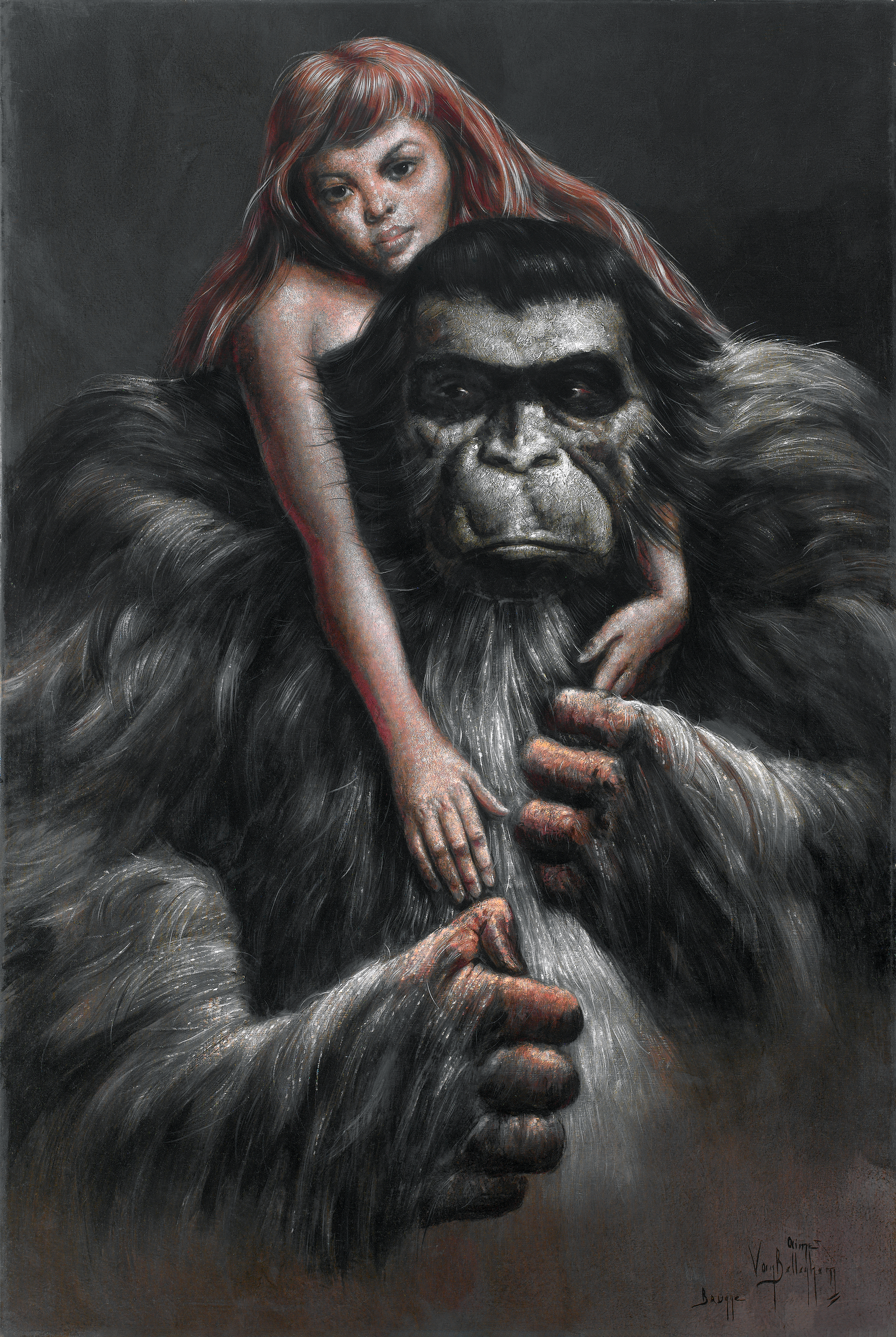
Foto Guy Van Belleghem

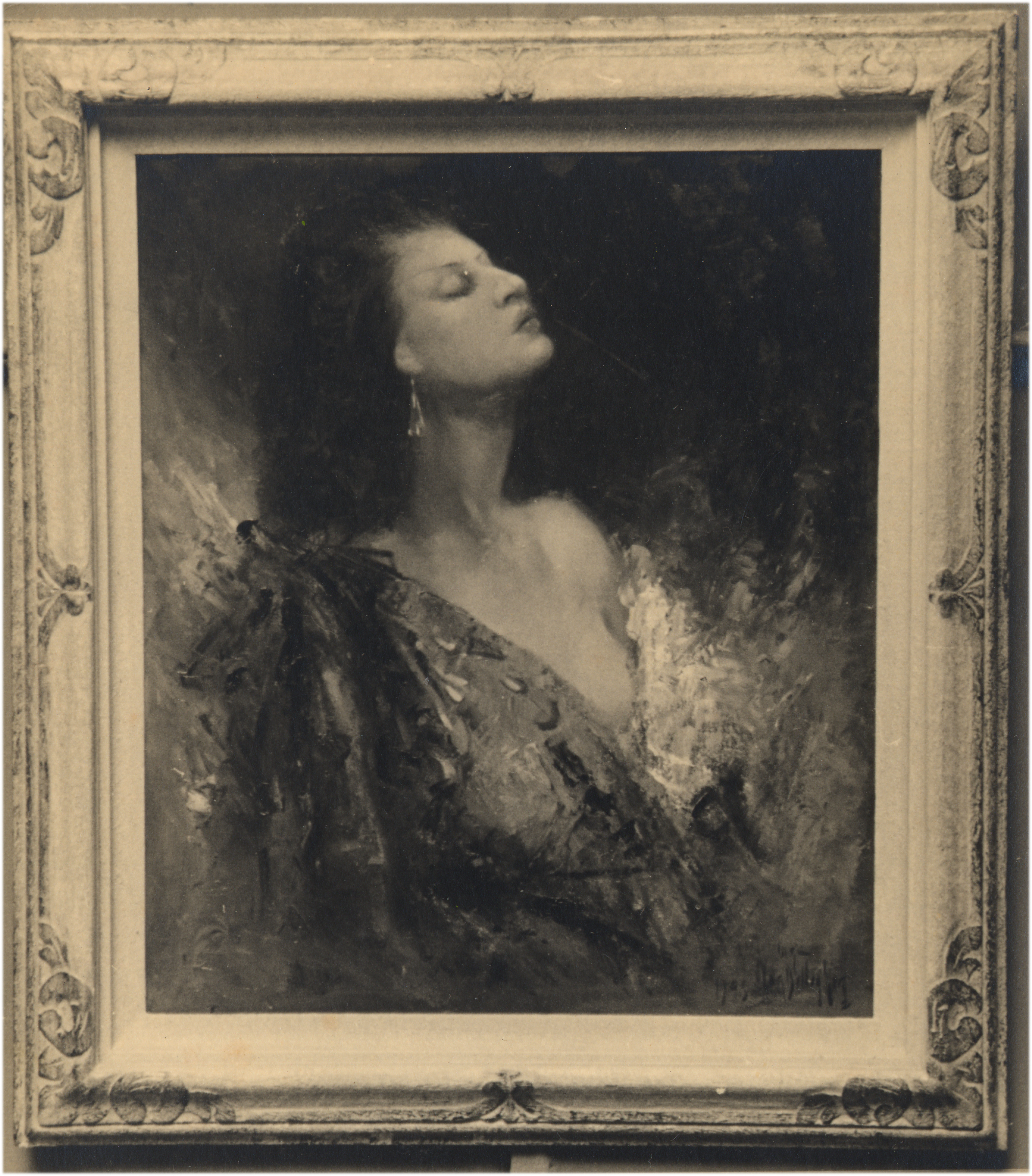
Foto reproductie Guy Van Belleghem

Aimé Van Belleghem (Veurne, 9 juli 1922 - Brugge, 1996) was een Belgisch kunstschilder en beschouwd als behorend tot de Brugse School.

## Levensloop
Hij was een zoon van de landschapschilder Jos Van Belleghem, Veurne. Hij was autodidact en kwam zich in Brugge vestigen als kunstschilder en een korte periode als portret fotograaf.
Hij schilderde heel wat portretten, onder meer van koning Boudewijn, koningin Fabiola, bisschop Emiel Jozef De Smedt, burgemeester Frank Van Acker, hoofdman van de  Hoofdgilde van Sint-Sebastiaan Willy Van Poucke.
Hij schilderde Brugse stadsgezichten, surrealistische composities, stillevens en naakten.